# Stagni e Saline di Punta della Contessa
Stagni e Saline di Punta della Contessa este o arie protejată (arie specială de conservare — SAC, sit de importanță comunitară — SCI, arie de protecție specială avifaunistică — SPA) din Italia întinsă pe o suprafață de 2.858 ha, din care 90 % marine.

## Localizare
Centrul sitului Stagni e Saline di Punta della Contessa este situat la coordonatele 40°37′35″N 18°03′18″E / 40.626389°N 18.055°E.

## Înființare
Situl Stagni e Saline di Punta della Contessa a fost declarat sit de importanță comunitară în iunie 1995 pentru a proteja 63 de specii de animale. Alte tipuri de protecție:
- arie de protecție specială avifaunistică (în decembrie 1998)
- arie specială de conservare (în decembrie 2018)[2][3][4]

## Biodiversitate
Situată în ecoregiunea mediteraneană, aria protejată conține 8 habitate naturale: Tufărișuri halofile mediteraneene și termo-atlantice (Sarcocornetea fruticosi), Straturi cu Posidonia (Posidonion oceanicae), Dune mobile de-a lungul țărmului cu Ammophila arenaria („dune albe”), Vegetație anuală la limita mareei, Pășuni mediteraneene udate de apa mării (Juncetalia maritimi), Lagune de coastă, Galerii și tufărișuri riverane sudice (Nerio-Tamaricetea și Securinegion tinctoriae), Dune mobile cu vegetație embrionară.
La baza desemnării sitului se află mai multe specii protejate:
- păsări (61): privighetoare-de-baltă (Acrocephalus melanopogon), pescăruș albastru (Alcedo atthis), rață sulițar (Anas acuta), rață pitică (Anas crecca), rață mare (Anas platyrhynchos), gâscă cenușie (Anser anser), egretă mare (Ardea alba), stârc roșu (Ardea purpurea), stârc galben (Ardeola ralloides), ciuf de câmp (Asio flammeus), rață-cu-cap-castaniu (Aythya ferina), rața moțată (Aythya fuligula), rață roșie (Aythya nyroca), buhai de baltă (Botaurus stellaris), Calidris canutus, bătăuș (Calidris pugnax), caprimulg (Caprimulgus europaeus), chirichița cu obraz alb (Chlidonias hybrida), chirighiță neagră (Chlidonias niger), barză albă (Ciconia ciconia), barză neagră (Ciconia nigra), erete de stuf (Circus aeruginosus), erete vânăt (Circus cyaneus), erete alb (Circus macrourus), erete cenușiu (Circus pygargus), prepeliță (Coturnix coturnix), egretă mică (Egretta garzetta), lișiță (Fulica atra), becațină comună (Gallinago gallinago), găinușă de baltă (Gallinula chloropus), pescăriță râzătoare (Gelochelidon nilotica), ciovlica roșcată (Glareola pratincola), cocor (Grus grus), scoicar (Haematopus ostralegus), piciorong (Himantopus himantopus), pescăriță mare (Hydroprogne caspia), stârc pitic (Ixobrychus minutus), pescăruș-cu-cap-negru (Larus melanocephalus), sitar de mal nordic (Limosa lapponica), sitar de mâl (Limosa limosa), rață fluierătoare (Mareca penelope), rață pestriță (Mareca strepera), ciocârlie de bărăgan (Melanocorypha calandra), Numenius phaeopus, stârc de noapte (Nycticorax nycticorax), lopătar (Platalea leucorodia), țigănuș (Plegadis falcinellus), ploier auriu (Pluvialis apricaria), cresteț pestriț (Porzana porzana), ciocântors (Recurvirostra avosetta), Spatula clypeata, rață cârâitoare (Spatula querquedula), chiră mică (Sternula albifrons), chiră de mare (Thalasseus sandvicensis), fluierar negru (Tringa erythropus), fluierar de mlaștină (Tringa glareola), fluierar cu picioare verzi (Tringa nebularia), fluierarul cu picioare roșii (Tringa totanus), nagâț (Vanellus vanellus), Zapornia parva, Zapornia pusilla
- reptile (2): șarpele cu patru dungi (Elaphe quatuorlineata), elaphe situla (Zamenis situla)

Pe lângă speciile protejate, pe teritoriul sitului au mai fost identificate 1 specie de plante, 1 specie de amfibieni, 4 specii de reptile.